# Celastrina oreana
Celastrina oreana är en fjärilsart som beskrevs av Swinhoe 1910. Celastrina oreana ingår i släktet Celastrina och familjen juvelvingar. Inga underarter finns listade i Catalogue of Life.